# Hermodiké

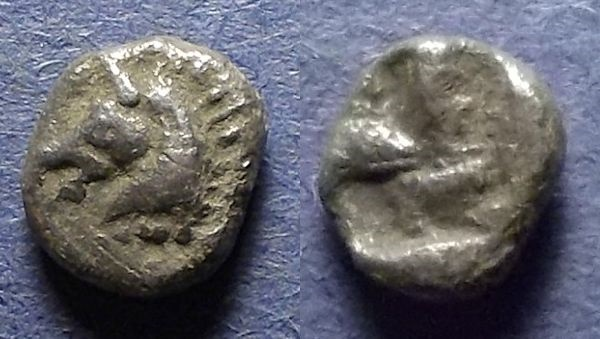
Pièces de monnaie de Cymé à tête de cheval, datant du VIIe siècle avant notre ère, valant une demi-obole de l'époque.

Hermodiké de Cymé (grec ancien : Ἑρμοδίκη / Hermodikê) est une princesse éolienne du VIIIe siècle avant notre ère qui, selon Aristote, a créé la monnaie. C'est la femme du roi Midas de Phrygie et, selon Julius Pollux de Naucratis, elle est la fille du roi Agamemnon de Cymé.

## Citation d'Aristote
Aristote déclare à son sujet :

« On dit qu'Hermodiké, savante et industrieuse, qui fut la femme de Midas, le roi des Phrygiens, apporta de Cymé les premières pièces de monnaie frappées ».

## Citation de Julius Pollux de Naucratis
Julius Pollux de Naucratis reste beaucoup plus flou sur l'attribution de cette création à Hermodiké, qu'il dénomme d'ailleurs Démodiké, mais il cite le nom de son père :

« Le premier, Pheidon d'Argos, grava de la monnaie, ou Démodiké de Cymé, la compagne de Midas le Phrygien, fille d'Agammemnon, roi de Cymé, ou l'Athénien Érichthonios, et Lykos, ou bien ce furent les Lydiens, à ce que dit Xénophane, ou bien encore les Naxiens, selon l'opinion d'Agloshénos ».